# Lake Dixon
Der Lake Dixon ist ein See im Südwesten des australischen Bundesstaates Tasmanien. 
Der See liegt am Oberlauf des Franklin River, unterhalb des Mount Gell in der Cheyne Range. Das Gebiet befindet sich in der Südostecke des Cradle-Mountain-Lake-St.-Clair-Nationalparks, rund zehn Kilometer westsüdwestlich von Derwent Bridge.